# ماها شیوارتری

ماها شیواراتری یک جشنواره برای هندوان است که سالانه برای تکریم شیوا (یکی از خدایان اصلی) برگزار می‌شود. معنای تحت‌الفظی این عبارت، «شب بزرگ شیوا» می‌باشد وهر سال در شب سیزدهم، روز چهاردهم ماه ماگها یا فالگونا (بر پایه گاه‌شماری هندو) جشن گرفته می‌شود.
از وقتی که تقویم‌های مختلفی به وسیلهٔ انواع گروه‌های مختلف در هند استفاده می‌شود، نام این جشنواره و ماه برگزاری، در تمام هند یکسان نیست. این جشنواره به‌طور منحصربه‌فرد با تقدیم برگهایی از یک درخت مخصوص (بیلوا) به شیوا جشن گرفته می‌شود. تمام روز را باید روزه بگیرند و تمام شب را باید بیدار بمانند. پیروی از کتاب مقدس، توبه و طلب بخشایش، تمرین یوگا و مدیتیشن، به منظور رسیدن به خیر مطلق در زندگی، از اعمال این شب است.
بزرگترین نمایشگاه ویژهٔ شیوارتری در ماندی به مدت یک هفته بر پا می‌شود که هر سال یکی از جاذبه‌های گردشگری در ایالت هیماچال پرادش هند است.

## افسانه‌ها
بر اساس یک افسانه، یک شکارچی در هیمالیا مشغول جستجوی غذا برای خانوادهٔ گرسنه‌اش بود، او روی یک درخت در کمین شکار می‌نشیند و برگهای درخت را برای جلب توجه صید، پرتاپ می‌کند.
شکارچی یک بز کوهی را می‌بیند و خود را برای شکار او آماده می‌کند که ناگهان بزکوهی به زبان آدمی سخن می‌گوید و از شکارچی می‌خواهد که او را نکشد چرا که خانواده‌اش منتظر اویند. شکارچی به بزکوهی اعتماد می‌کند و او را آزاد می‌کند چرا که بزکوهی قول داده که برگردد. شکارچی تمام شب منتظر می‌ماند و خود را با کندن و پرتاپ کردن برگ‌ها سرگرم می‌سازد. شکارچی نمی‌دانست که یک نماد (سمبل پرستش لرد شیوا) زیر شاخه‌ای است که او رویش نشسته. برگ‌ها روی نماد شیوا می‌افتاد و شیوا خوشش می‌آمد. روز بعد شیوا برای شکارچی ظاهر شد و به او خرد بخشید.
از آن روز شکارچی خوردن گوشت را کنار گذاشت و وقتش را صرف انجام کارهای نیک کرد؛ و این دلیل آن ست که چرا هندوان در ماهاشیوارتری گوشت نمی‌خورند. این فکر وجود دارد که کسی که در این روز، روزه بگیرد، باعث خشنودی شیوا می‌شود و همچنین مورد برکت قرار می‌گیرد.

### پرالایا (رگبار)
به روایتی دیگر، تمام دنیا در حال از میان رفتن بود که پارواتی، ایزدبانوی هندوان، شوهرش شیوا را پرستید، تا جهان را نجات دهد. او برای جیواس (ارواح زنده) که در سی (مانند ذرات گرد و غبار طلا در توده‌ای از موم) باقی‌مانده بودند دعا کرد. در طول زمان طولانی شب، همراه با رگبار دوباره نعمت دهی شروع می‌شود، اما اگر مانند پراواتی شیوا را پرستش کنند. دعای او برآورده شد و وی این شب را برای پرستش ایشوارا توسط ماهاشیوارتری، یا شب بزرگ شیوا نام نهاد. چرا که رگبار به وسیلهٔ او آورده شد.

### روز جشن لرد شیوا
وقتی خلقت کامل شد، پارواتی از شیوا پرسید که کدام آیین و رسم او را بیشتر خشنود ساخته؟ و شیوا پاسخ داد آن اعمال که در شب سیزدهم ماه کامل در طول ماه ماگها انجام شد. پارواتی این موضوع را برای دوستانش تکرار کرد و به وسیلهٔ او در تمام خلقت پخش شد

### داستان شاه چیترابهاندو

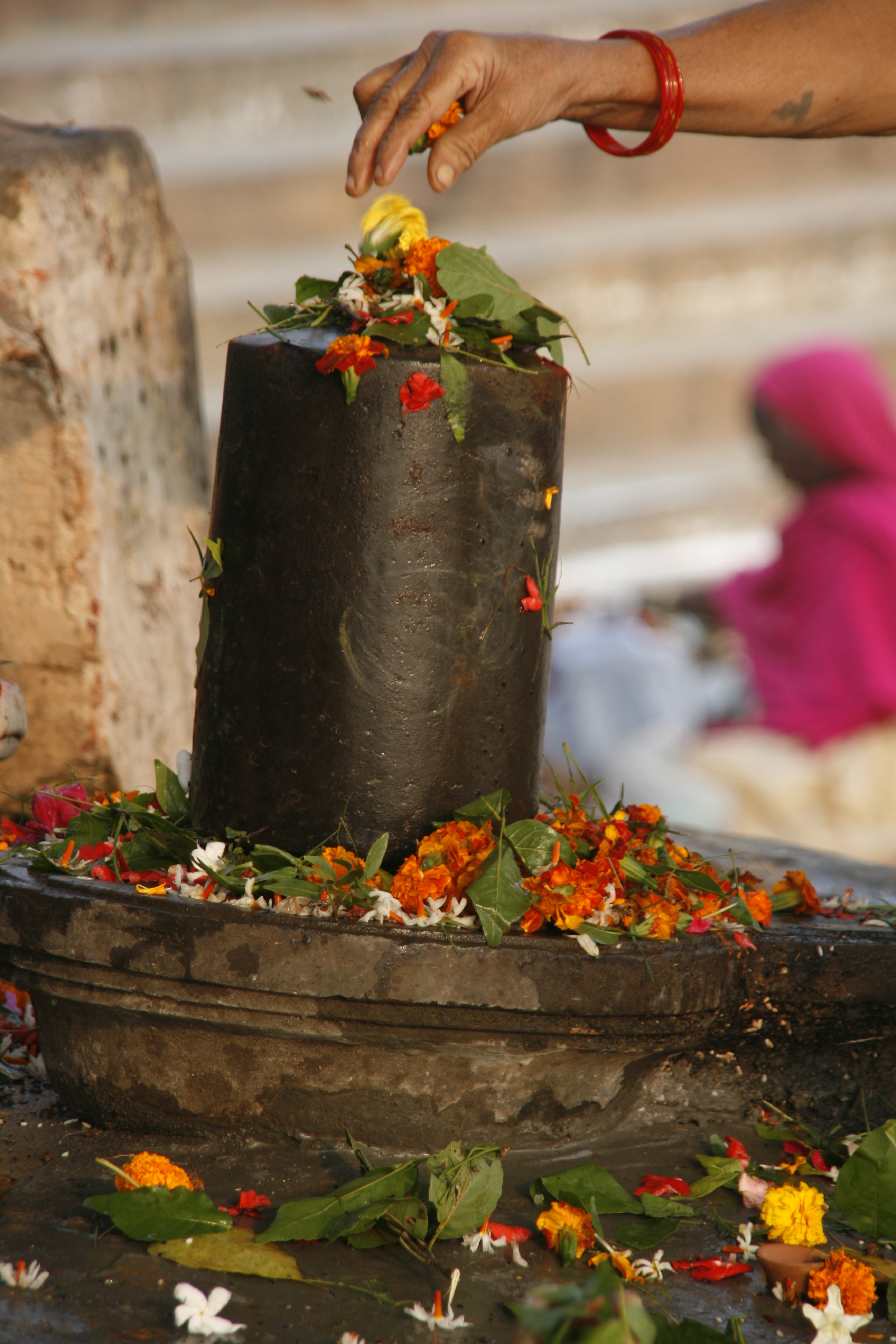
سنت هدیهٔ گل به لینگام، بنارس

روزی شاه چیترابهانو، از سلسلهٔ ایکشوادو، که بر کل جامبودویپا (هندوستان) حکومت می‌کرد، با همسرش روزه گرفت و آن روز ماهاشیوارتری نام گرفت. حکیم آشتاواکرا برای ملاقات پادشاه به دربار آمد. حکیم از شاه پرسید که هدفش از این روزه چه بوده شاه چیترابهانو توضیح داد که او هدیه‌ای دارد از خاطرات زندگی گذشته‌اش و او در زندگی قبلی، یک شکارچی بوده در بنارس و نامش سوسوارا بوده‌است. زندگانی او با کشتن و فروختن پرندگان و حیوانات می‌گذشته‌است. روز پیش از ماه نو، در حالی که به جستجوی حیوانات برای شکار پرسه می‌زد، چشمش به یک بز کوهی افتاد اما پیش از آنکه او را بکشد، متوجهٔ خانوادهٔ او شد و با ناراحتی به خاطر کشتن او، زنده رهایش کرد.
او هنوز نتوانسته بود شکار کند وقتی شب چیره شد، بر بالای درختی پناه گرفت. اتفاقاً آن درخت، همان بایل بود. قمقمهٔ او آب را هدر داده بود و او تمام شب را بی آب و خوراک، گتشنه و گرسنه ماند. این باعث شد که او تمام شب را بیدار بماند و فکر کند. او نگران خانوادهٔ فقیر و فرزندانش بود که گرسنه مانده و منتظر بازگشت او بودند.
برای اینکه زمان زود بگذرد، خود را با کندن و پرتاب کردن برگ‌ها به زمین مشغول کرد. روز بعد وقتی به خانه برگشت، مقداری خوراک برای خود و خانواده‌اش برده بود لحظه‌ای که می‌خواست روزه‌اش را بشکند، یک غریبه به سراغش آمد و از او غذا خواست. او اول به آن غریبه خواراک داد و سپس خودش خورد. موقع مرگ، او دو پیامبر از طرف لرد شیوا دید که برای تماس روح او با محل اقامت شیوا آمده بودند. او یادگرفت برای اولین بار شایستگی بزرگ را توسط پرستش ناخودآگاه لرد شیوا در شب شیوارتری به دست آورده.
پیام آوران به او گفتند یک نماد (سمبل پرستش لرد شیوا) زیر آن درخت بوده. برگ‌هایی که او می‌انداخته، روی آن نماد می‌افتادند، چیزی شبیه مراسم عبادت و آبی که از ظرف غذای او می‌ریخته، آن نماد را شسته و این نیز یک عمل عبادتی است؛ و او تمام روز و شب را روزه بوده. بنابرین به‌طور ناخودآگاه خدا را عبادت می‌کرده. به عنوان نتیجه‌گیری از داستان، شاه گفت که او در جایگاه خداوند زندگی کرده بود و از سعادت الهی برای یک مدت طولانی قبل از اینکه به عنوان چیترابهانو دوباره متولد شود، لذت می‌برد. این داستان در گارودا پورانا نقل شده‌است.

## مراسم ماهاشیوارتری
معبد پاشوپاتینات (در کاتماندو، نپال) یکی از مهم‌ترین معبدهای شیوا، میزبان بزرگترین گردهمایی در ماهاشیوارتری است. هندوان در سراسر جهان برای ارائهٔ اعمال زیارتی دور هم جمع می‌شوند. زائران باید مدت زمان زیادی در صفوف منتظر بمانند تا بتوانند هدایای خود را به معبد تقدیم کنند.
خارج از معبد سادهوس برهنه (احتمالاً یک راهب) را می‌توان یافت که به زائران نعمت و ماری جوانا می‌دهد که در آن نام شیوا آورده شده. تریپوندرا، اشاره به سه خط افقی از خاکستر مقدس دارد که روی پیشانی می‌کشند برای پرستش شیوا. این، سمبل دانایی معنوی، خلوص وتوبه و طلب بخشایش است (تمرین معنوی یوگا) بنابرین آن‌ها همچنین می‌توانند سمبل سه چشم شیوا باشند.
استفاده از تسبیح ساخته شده با دانه‌های درخت رودراکشا (که نشانهٔ اشک‌های لرد شیواست) برای پرستش شیوا مناسب است. این دانه رنگ قهوه‌ای مایل به قرمز دارد، گاهی سیاه و گاهی شاید اثری از پودر صندل مقدس، زردچوبه، یا خاکستر مقدس باشد در صورتی که برای مراسم پرستش یا مسح کشیدن استفاده شود.
در شیوارتری، فقط آب سرد و برگ بایل برای لینگام (آلت تناسلی) پیشنهاد می‌شود. دیگر مراسم کهن، مانند حمام کردن او در شیر، و پانچاموترا (شیر، ماست، کشک، روغن، شکر و عسل (نماد معاش) به ترتیب یکی پس از دیگری، یا روغن مالی کردن بدن او یا برنج سفید وقف شده (نمادی از باروری، یا خلقت) در این روز انجام می‌شود. هنگامی که لرد شیوا به عنوان خدا پرستیده شد، در رودرام، از این روز، بسیار فرخنده یاد شده‌است.

### دیگر راه‌های قدیمی پرستش شیوا

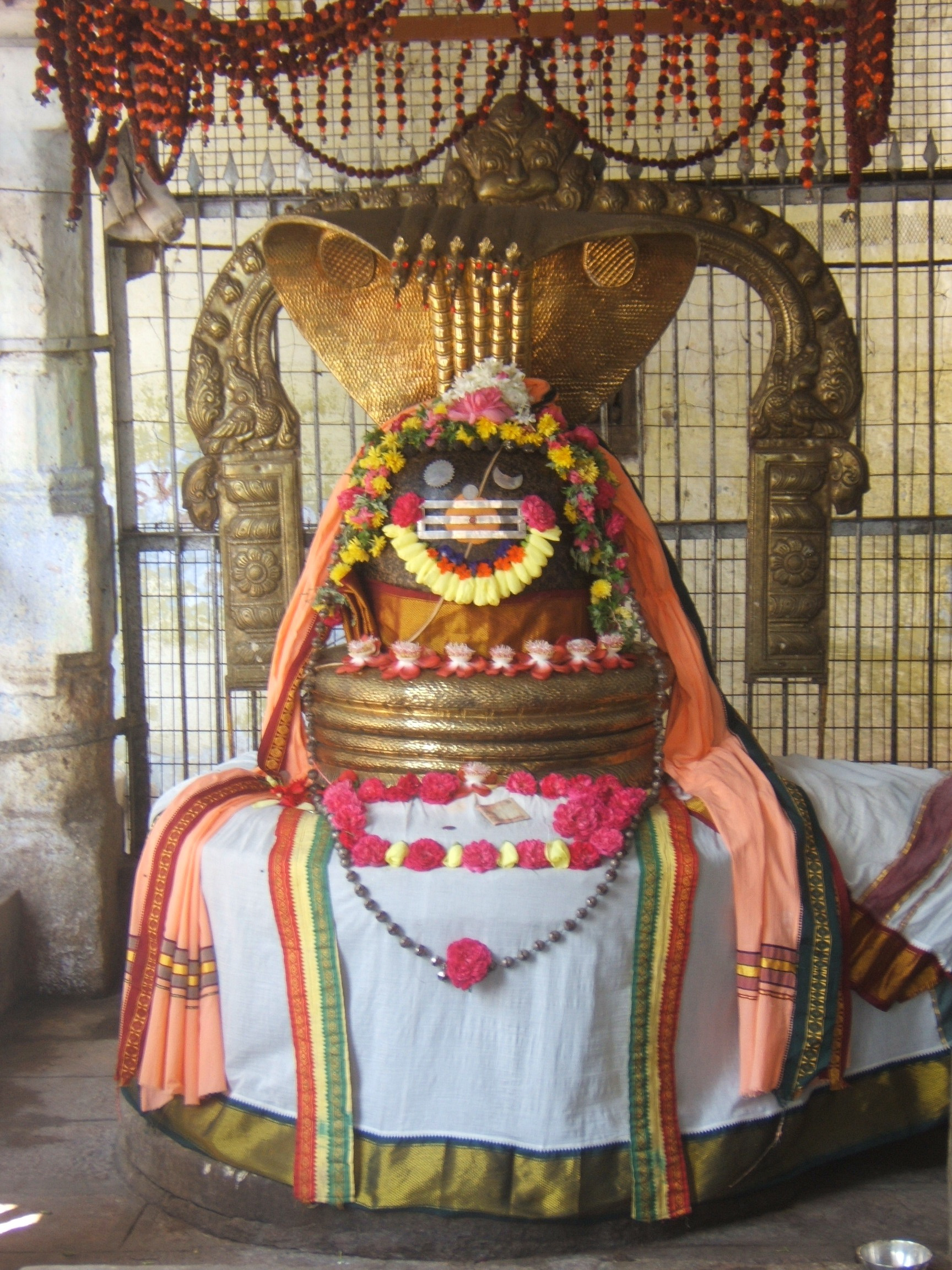
یک لینگام (آلت) شیوا که پرستیده شده است.

دوازده جیوتریلینگاس (لینگام‌های نور) زیارتگاه مقدس لرد شیوا و مرکزی برای پرستش اویند. آن‌ها به سیامبهوس معروفند به این معنی که لینگام‌ها به وسیلهٔ آن‌ها تزئین می‌شود و عبادتگاه‌ها پس از آن ساخته شده‌اند.
عبادتگاه‌ها، به عنوان دیدنی‌های گردشگری هند رده‌بندی شده‌اند.

### ماهاشیوارتری در هند جنوبی
ماهاشیوارتری به صورت گسترده در عبادتگاه‌های سراسر ایالات آندرا پرادش، کارناتاکا، کرالا و تامیل نادو جشن گرفته می‌شود. شیوا به عنوان نخستین (Adi) کسی است که سرچشمه‌های سنتی ریاضت را بنا نهاده‌است. طبق سنت در این شب جایگاه سیاره‌ها به گونه‌ای است که یک نیروی طبیعی در نظام بشری پدید می‌آید. گفته می‌شود بیدار ماندن در طول شب برای بدن از هر دو بُعد روحی و جسمی سودمند خواهد بود. در این روز هنرمندان در همهٔ زمینه‌ها از جمله موسیقی و رقص سراسر شب، برنامه اجرا می‌کنند.

### ساهاسراکالاسابیشکم
آیین ستایش بسیار ویژه‌ای طی ده روز در جشنوارهٔ ماهاشیوارتری برگزار می‌شود گفته شده‌است که شیوا آبهیشکاپریا (عاشق شست‌وشو) هست. پاراسوراما و کروشتا، طی پرستش شیوا، بر این باور بودند که با ساهاسراکالاسام یا هزار ظرف از آب مقدس شیوا را شستشو دهند. این طبق دستورهای ودیک است.
حالا طی مراسم ماهاشیوارتری، راهب اعظم (تانتری) و هیئت همراهش این آیین را اجرا می‌کنند. در این برنامهٔ ده روزه، هر روز ۱۰۱ کالاسام یا ظرف آب مقدس (۱۰۰ تای آن از نقره ساخته شده و یکی از طلا). پیشکش می‌شود. همراه با سرودی که از برهماییان آموخته شده در حالی که روی موخامانتام نشستند.
اینها روی خدا خالی می‌شوند. آن ظرف طلایی (برهماکالاسم) آخرین ظرف خواهد بود. یک نور باشکوهی که نشانه و هویت شیواست، و آلت او، به عنوان سمبل در نظر گرفته می‌شود. نحوهٔ پرستش در ماهاشیوارتری شامل حمام کردن آلت شیواست. چرا که او گفته در حال سوختن در آتش ریاضت، تنها چیزی که او را خنک می‌کند، همین اعمالی ست که به او ارائه می‌شود.
این باور وجود دارد که حمام با آب خنک خشم او را فرومی‌نشاند. یک اعتقاد در میان جانبازان شیوا وجود دارد که شرکت کردن در ساحاسراکالاسم آن‌ها را به سمت نعمت و سعادت و زندگی در صلح و آرامش هدایت می‌کند. صدها جانباز در معبد شعار می‌دهند: نامهه شیوایا، هرا هرا ماهادوا؛ و سامبهو ماهادوا و…

### پانچاکشاری
شیواخدای از بین برندهٔ شر، سومین اقنوم از میان اقنوم‌های خدای واحد است. سرود مقدسی که شامل پنج بخش: نا، ما، شی، وا، یا (ام-نامهه شیوایا) در ستایش خاص پروردگار شیوا است که در مراسمی مانند شیوارتری مکرر خوانده می‌شود. هزاران نام از او که هرکدام شرح بلند مرتبگی اوست، در شعارها استفاده می‌شود. شیوا به معنی فرخنده‌است به عنوان شانکارا، او بخشندهٔ شادی به همگان است. رقص ناتاراج (پادشاه رقاصه‌ها) به همراه رقاص‌ها و نوازندگان، شکل پذیرفتنی ستایش است.

### رودرابهیشکا
یک سرود ویژه‌ای در وداها وجود دارد (کهن‌ترین کتاب در تاریخ بشر که سرچشمهٔ دین و فرهنگ هندو است) - رودرا سوکتا- است که در حالی که آلت شیوا را شستشوی مقدس می‌دهند، توسط کارشناسان خوانده می‌شود. راه شستن شیوا لینگا یا شالیگراما است که نمادهای خدا با آب رودخانه مقدس مثل گنگ است. این مراسم به عنوان رودرابهیشکا شناخته شده‌است. شالیگراما به منزله یک ریگ مقدس است که اغلب در فسیل جانور نرمتنی که منقرض شده‌است پنهان شده. چنین سنگ‌های قیمتی را می‌توان از رودخانه گانداکی در قله منجمد هیمالیا را به ارمغان آورد.
شستشو ی شالیگراما، به عنوان بخشی از ستایش شیوا (شیوا پوجا) نماد حذف ناخالصی‌ها از ذهن می‌باشد. این همچنین به معنای شستن نفس کاذب است. قبل از رسیدن به معنای واقعی خود، ما همه قربانیان نفس خود هستیم. اعتماد به نفس کاذب به دلیل توهم (جهل)، پوشش بر روح واقعی ما، ذهن ماست. با توجه به ودانتا (آموزه‌های فلسفی)، این تجمع کاذب خود بر خود واقعی ما است که اغلب علت ریشه اسارت و رنج در زندگی است. این مفهوم از تمیز کردن (سنگ شیلیگرام توسط آب مقدس) در سطح فلسفی، از بین بردن مواد انباشته (از ماست) واقعیت ما و ذات معنوی مان را تیره کرده‌است.

## عرفان
طبق اساطیر عرفانی پوراناها، کایلاسا، قلهٔ هیمالایا، منزل شیواست و او رودخانهٔ گنگ را روی سرش نگه داشته‌است. او به عنوان خالق موجودات استعاره پاشوپاتی است (گاو، حیوان مورد علاقهٔ اوست). پوسترهای شیوا در حال مدیتیشن به عنوان رئیس یوگی (یوگی راجا) ست که شیوه‌های مختلف شاهکارهای معنوی برای رسیدن به رستگاری به او نسبت داده شده‌است. همسر الهی لرد شیوا، الهه پارواتی (که او همچنین دختر هیمالیاست) خدای قدرت است. داستان‌های متعددی در اسطوره‌شناسی تولد دو پسر آن‌ها را توصیف کرده - لرد گانش و و لرد کارتیکا- سرود مرتیانجایا ماها

### طناب کشی، تفریحی برای بچه‌ها
در نپال، در این روز، بچه‌ها با مسدود کردن جاده‌ها توسط طناب‌های بلند، درخواست پول میکنن. پیاده، با دوچرخه، یا وسایل نقلیه کوچکتر. بعد به عابرین اجازهٔ عبور داده می‌شود. ماهاشیوارتری، شب پرستش شیوا در شب چهاردهم ماه نو رخ می‌دهد. در یکی از شبهای بی ماه فوریه، زمانی که هندوها برای خداوند کشتار دعا می‌خوانند و او را عبادت می‌کنند. شیوارتری ("رتری" از زبان سانسکریت = شب) شبی که او گفته باید تانداوا نریدیا را (رقص ایجاد ازلی، حفظ و نابودی) اجرا کنیداین جشنواره به مدت یک روز و یک شب برگزار می‌شود.

## دلیل جشن شیوارتری

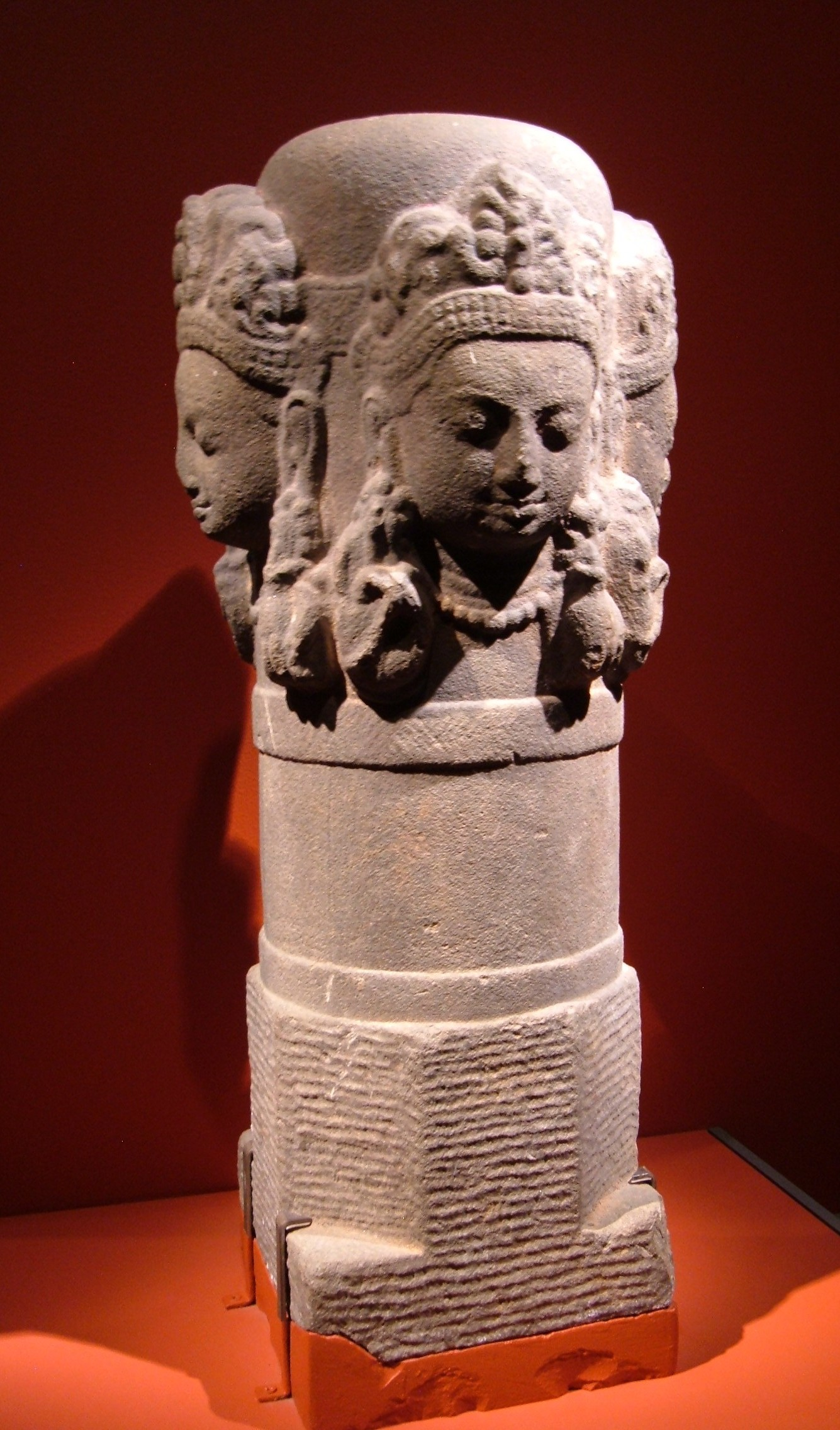
لینگام چهارسر سنگی مربوط به سدهٔ ۱۰ میلادی از نپال

بر اساس پوارانا، در اظهارات اسطوره‌ای بزرگ اقیانوس به نام مانتهن سامودرا، یک گلدان سم پدید آمده از اقیانوس که خدایان و شیاطین از آن وحشت زده‌اند زیرا می‌تواند تمام جهان را نابود کند. هنگامی که آن‌ها برای کمک به سمت شیوا دویدند، او به منظور حفاظت از جهان، سم کشنده را نوشید، اما آن را به جای قورت دادن در گلو نگه داشت. این تبدیل به رنگ آبی گلوی او شد، و از آن پس او به عنوان نیلخانتها، یک گلو آبی شناخته می‌شود. شیوارتری را جشن می‌گیرند به خاطر این رویداد که از طریق آن، شیوا جهان را نجات داد.

### جشن برای زنان
شیوارتری به ویژه برای زنان خوش‌یمن است. زنان متأهل برای رفاه شوهر و فرزندان خود دعا می‌کنند، در حالی که زنان مجرد برای یک شوهر ایده‌آل مثل شیوا، همسر کالی، پارواتی و دورگا. اما به‌طور کلی اعتقاد بر این است که هر کسی که نام شیوا را در طول شیوارتری با سرسپردگی خالص بگوید، از همه گناهان آزاد است. او به مکان شیوا می‌رود و از چرخه تولد و مرگ آزاد است.

### آیین شیوا
در روز شیوارتری، یک پلت فرم سه‌پایه در اطراف آتش ساخته شد. تخته بالاترین نشان دهنده 'سارگالوکا (بهشت)، آنتاریکشالوکا، وسط (فضا) و پایین، بهولاکا (زمین) است. یازده کالاش یا خاکستردانها و تکه‌ها بر روی تخته نگهداری می‌شوند. 'نماد ۱۱ تظاهرات از رودرا یا شیوای نابود کننده. این با برگ 'بیلوا' یا 'بل.. (ایگل مارمالوس) و انبه در بالای یک نارگیل به نمایندگی از رئیس شیوا تزیین شده‌است. ساقه جدا نشده از نارگیل نماد موهای ژولیده و میوهٔ به، سه لکه روی چشم شیوا است.

### حمام کردن آلت تناسلی مرد
سمبل آلت مرد که به شیوا بر می‌گردد، لینگام گفته می‌شود. معمولاً از گرانیت، سنگ صابون، کوارتز، سنگ مرمر یا فلز ساخته شده‌است و یونی، یا مهبل را به عنوان پایهٔ خود دارد به نمایندگی از اتحادیهٔ اندام. جانبازان دور لینگام می‌گردند و آن را در سراسر شب می‌پرستند. هر سه ساعت یک بار با ۵ مادهٔ گرفته شده از گاو (شیر، شیر ترش (دوغ)، ادرار، کره و سرگین) لینگام را شستشو می‌دهند به اینکار پانچاگاویا می‌گویند. سپس ۵ خوراکی جاودانه (شیر، کره، کشک (ماست)، عسل و قند) جلوی لینگام قرار می‌گیرد. میوهٔ داتورا و گل، حتی سمی، تصور می‌شود که برای شیوا مقدس است. بنابرین به او پیشکش می‌شود.